# مثل العذراء (ألبوم)
مثل العذراء هو الالبوم الثاني للفنانة مادونا وتلفظ بالإنجليزية «لايك أي فارجن» يعني «مثل العذراء».
صنف هذا البوم كأفضل الالبومات التي صدرت في زمنه واحتوى على اغاني ناجحة في مجال بوب الرقص الموسيقي وخاصة أغنية «لايك أي فارجن».

## من أشهر اغاني
- مثل العذراء(اغنية مادونا)
- الفتاة المادية.
- ملاك.
- فستان لك.

## روابط خارجية
- مثل العذراء على موقع أول موفي (الإنجليزية)